# Monte Estância
Le monte Estância est une montagne du Cap-Vert d'origine volcanique. Avec une altitude de 387 m, c'est le point culminant de Boa Vista, une île plate, aride et ventée, dotée de nombreuses plages de sable désertes. Il est situé au sud-est de l'île, à quelques kilomètres de Joao Barrosa. Comme le monte Santo António et la rocha Estância plus à l'ouest, le monte Estancia forme un relief quasi circulaire, dépourvu de végétation, isolé au milieu de larges étendues planes. Pour Boa Vista il constitue une véritable « icône paysagère », car on l'aperçoit de n'importe quel point de l'île.
Le monte Estância fait partie des espaces naturels protégés du Cap-Vert avec le statut de « monument naturel » en raison de ses caractéristiques géologico-géomorphologiques et de son incidence sur le paysage. On y trouve notamment quelques plantes à fleurs endémiques et quelques oiseaux protégés. La zone protégée couvre une superficie d'environ 736 ha avec un périmètre de 10 947 m.